# 휘성
휘성(본명: 최휘성, 1982년 2월 5일~2025년 3월 10일)은 대한민국의 가수이다.

## 생애
휘성은 1982년 2월 5일 서울특별시 중구 약수동에서 태어났다. 면목3동에서 집안 형편이 어려운 가운데 성장하였고 마포고등학교를 졸업하였다. 마포고등학교 재학 당시 밴드 동아리 제네시스에서 활동했다. 마포고등학교 3학년 때에는 아현산업정보학교 음악반에서 보컬 트레이닝을 받았다. 동창으로는 박효신, 환희가 있다.
솔로로 데뷔하기 전인 1997년에는 S.E.S.의 백댄서로 활동했다. 1999년에는 4인조 보이그룹 A4의 멤버로 데뷔하며 가수 활동을 시작했으나, 2000년에 탈퇴했다. 탈퇴 후에는 한동안 나우누리의 흑인 음악 동호회인 SNP에서 활동했으며, 2001년에는 장나라 1집의 수록곡인 "약속"에 피처링한 것을 포함하여 곡 작업에 참여했다. 2002년에 1집 앨범 《Like A Movie》을 발표하며 솔로로 데뷔하였고, 같은 해 서태지의 팬들이 마련한 서태지와 아이들 10주년 기념 콘서트에서 레게머리를 한 채 〈안 되나요〉로 데뷔 무대를 가졌다.
2009년 2월에 휘성은 영국의 R&B 가수 크레이그 데이비드의 싱글 곡 〈Insomnia〉를 크레이그 데이비드의 권유로 리메이크하였다. 6집 앨범 작업 중 미국 현지 스태프 다크차일드와 함께 싱글 앨범 곡을 녹음했으며 니요(Neyo)가 마이클 잭슨에게 주려고 한 곡을 휘성에게 주게되었다. 2010년에는 세계적인 뮤지션 스티브 바라캇(Steve Barakatt)과 마이클 잭슨의 곡 "You are not alone"을 아시아 가수 최초로 리메이크해 화제가 되었다.
2010년 9월 28일 가수 휘성이 국내 최초로 3D 공연실황을 담은 영화 '라이브 인 3D 휘성 : 잇츠 리얼'을 제작 발표하며 2010년 9월 30일 개봉하였었다.
2011년 11월 7일 현역으로 입대하여 논산 육군훈련소에서 조교로 복무했다. 당시 정치인 방문 의전 등을 담당했다. 그러나 복무 기간 말에 치료 과정에서 프로포폴 투약 혐의로 소환되어 조사를 받았고, 투약에 대해서는 무혐의 처분을 받았지만 이 과정에 휴대전화 반입이 문제가 되어 입창 3일 처분을 받았다. 이에 따라 예정일보다 3일 지연된 2013년 8월 9일에 제대했다.

### 사망
2025년 3월 10일 광진구 자택에서 숨진 채 발견되었다. 주변에서 주사기가 발견됨에 따라, 국과수에 정밀감식을 의뢰하여 사인을 조사하기로 했다. 약물 검사 결과가 나오기까지는 최대 3주 소요됐다.
부검 일정 등으로 빈소 마련이 지연되어 장례식장은 2025년 3월 14일 삼성서울병원 17호실에 마련되었으며, 장지는 광릉이다. 상주는 1세 아래의 친동생이 맡았다.
2025년 4월 1일, 대한민국 경찰과 국립과학수사연구원의 감식 결과 범죄 혐의는 발견되지 않았으나, 경찰 측은 고인의 명예와 유족에 대한 2차 피해 등을 우려해 이 사건과 관련된 사인은 구체적으로 밝히기 어렵다는 입장에 따라 끝내 사망 원인은 밝혀지지 못했다.

## 학력
- 1997년 염창중학교(졸업)
- 2000년 마포고등학교(졸업)
- 2008년 국제사이버대학교(경영정보학/학사)
- 경희대학교 대학원 (문화컨텐츠학 / 석사)

## 대표곡

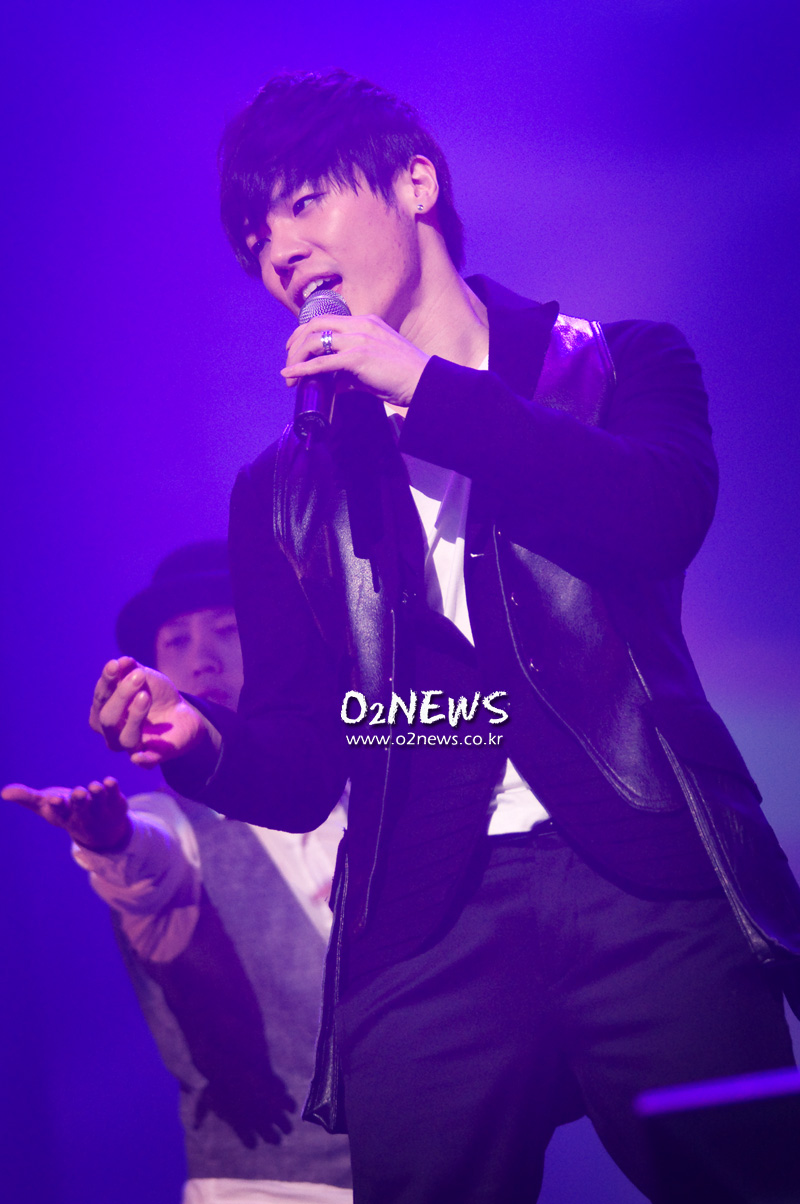

- ...안 되나요...
- 전할 수 없는 이야기
- 아직도
- 하늘에서
- 제발
- With Me[12]
- 다시 만난 날
- I'm Missing You
- 미인
- 말을 해줘
- 불치병
- 누구와 사랑을 하다가
- 7days
- 일생을
- 하나가 더해진 생일
- Good-Bye Luv...
- 일년이면
- 하늘을 걸어서
- 울보
- 내가 너를 잊는다
- 사랑은 맛있다
- 다쳐도 좋아
- 차안남녀
- 안녕히 계시죠
- My Way
- 우린 미치지 않았어
- 살아서도 죽어서도..
- 별이 지다
- 완벽한 남자
- 나락(奈落)
- Choco Luv
- Insomnia (불면증)
- Rain Drop
- 주르륵
- 눈물 쏟고 또 쏟고
- 사랑..그 몹쓸 병
- Rose
- 타임머신
- 결혼까지 생각했어
- 가슴 시린 이야기
- 설마
- 놈들이 온다
- Music
- 눈물길
- 너라는 명작
- Special Love
- Night And Day
- 모르고 싶다
- 노래가 좋아
- Best Man
- For You
- 제껴
- 노래 좀 꺼줘요
- Aroma (아로마)
- Rainy Day
- 우주속에서
- Present
- 기적이 일어났으면 좋겠어
- 생각난다
- Do or Die

## 사건사고

### 프로포폴 불법 투약사건
2020년 4월 2일 서울특별시 광진구의 한 호텔 화장실에서 쓰러진 채로 발견되었다. 주변에는 주사기와 프로포폴이 담긴 유리병도 같이 발견되었다. 이후 경찰은 휘성을 대상으로 모발검사와 소변검사를 진행하고 수사에 돌입한 뒤 귀가 조치했다.
2021년 1월 19일 첫번째 공판에서 징역 3년을 선고받아 유죄가 인정되었다. 가수 휘성은 유죄를 부인하던 입장을 번복하고 공소 사실을 시인하였다. 이후 휘성은 최종 공판에서 징역 1년형 집행유예 2년, 사회봉사 40시간, 약물치료 40시간을 선고받았고, 이 사건의 여파로 KBS의 출연금지 명단에 오르며 2025년에 사망할 때까지 다시는 KBS에서 볼 수 없었다.
2020년에 벌어진 프로포폴 투약 사건 이전에도 휘성은 군 복무 말년에 프로포폴 투약 의혹에 휘말린 일이 있었다. 이에 대해 소명하는 과정에서 휘성은 무단으로 휴대전화를 반입한 사실이 드러나 제대를 앞두고 입창 3일 처분을 받았고, 이에 따라 예정보다 3일 늦게 제대했다.